# Alloclita
Alloclita  ist eine Gattung der Schmetterlinge aus der Familie der Prachtfalter (Cosmopterigidae).

## Merkmale
Bei den Vertretern der Gattung handelt es sich um mittelgroße Falter. Der Kopf ist glatt beschuppt, die Fühler sind dreiviertel so lang wie die Vorderflügel. Die Labialpalpen sind lang und gebogen. Die Vorderflügel sind ziemlich breit und lanzettlich. Sie haben eine klar abgegrenzte verdunkelte Basalregion und eine oder mehrere, häufig sehr undeutliche Binden. Die Hinterflügel sind etwas schmaler als die Vorderflügel. Sie sind lanzettlich und laufen spitz zu.
Bei den Männchen sind die Brachia mehr oder weniger symmetrisch. Sie sind so lang wie das Tegumen oder länger. Das linke Brachium ist länger als das rechte. Das Tegumen ist breit, quadratisch oder distal leicht verjüngt. Die Valven sind gefranst, haben eine verbreiterte Basis und einen abgerundeten Apex. Die Valvellae sind fingerförmig und ziemlich lang und schlank. Der Aedeagus ist lang und gekrümmt und verjüngt sich distal.
Bei den Weibchen sind die Apophyses posteriores etwas länger als die Apophyses anteriores. Das Ostium ist von einem sklerotisierten Band umgeben und wird teilweise durch die membranöse Falte zwischen dem 6. und 7. Sternit verdeckt. Der Ductus bursae ist membranös und weitet sich in Richtung des Corpus bursae. Das Corpus bursae ist oval und kann mit Signa versehen sein.

## Verbreitung
Die Vertreter der Gattung sind von Spanien ostwärts über den Mittelmeerraum bis Indien, in die Mongolei und nach Südostasien verbreitet. Einige Arten sind in Afrika beheimatet.

## Biologie
Die Biologie der Alloclita-Arten ähnelt wahrscheinlich der der Pancalia-Arten. Sie ist nur von einer Art bekannt. Die Raupen leben demzufolge in sandigen Fraßgängen am Wurzelhals von Flohkräutern (Pulicaria), wo sie unter der Rinde der Wurzel fressen.

## Systematik
Aus der Literatur sind folgende Synonyme bekannt:
- Proceleustis Meyrick, 1914
- Dhahrania Amsel, 1958

Weltweit zählen 18 Arten zur Gattung Alloclita, in Europa ist nur eine Art beheimatet.
- Alloclita brachygrapta Meyrick, 1925 (Nordafrika, Ägypten)
- Alloclita cerritella (Riedl, 1993) (Saudi-Arabien)
- Alloclita coleophorella (Riedl, 1993) (Saudi-Arabien)
- Alloclita delozona Meyrick, 1919 (Indien, Mumbai)
- Alloclita deprinsi Koster & Sinev, 2003
- Alloclita francoeuriae Walsingham, 1905 (Nordafrika, Algerien)
- Alloclita gambiella (Walsingham, 1891) (Afrika, Gambia)
- Alloclita haifensis Rebel, 1911 (Mittlerer Osten, Israel)
- Alloclita implexa (Meyrick, 1918) (Südindien)
- Alloclita insignitella (Riedl, 1993) (Saudi-Arabien)
- Alloclita mongolica Sinev, 1993
- Alloclita paraphracta (Meyrick, 1914) (Südafrika, Transvaal)
- Alloclita plumbaria (Meyrick, 1921) (Afrika, Simbabwe)
- Alloclita recisella Staudinger, 1859 (Europa, Andalusien)
- Alloclita reflua Meyrick, 1914 (Sri Lanka)
- Alloclita subitariella (Riedl, 1993) (Saudi-Arabien)
- Alloclita xylodesma Meyrick, 1911 (Südafrika, Transvaal)
- Alloclita zelotypa (Meyrick, 1918) (Afrika, Mosambik)